# Distrikt Kiboga
Kiboga ist ein Distrikt in Zentral-Uganda. Die Hauptstadt des Distrikts ist Kiboga.

## Geografie
Der Distrikt Kiboga grenzt im Nordosten an den Distrikt Nakaseke, im Süden an den Distrikt Mityana, im Südosten an den Distrikt Mubende und im Nordwesten an den Distrikt Kyankwanzi. Die Hauptstadt des Distrikts ist etwa 120 Kilometer (per Straße) nordwestlich von Kampala, Ugandas Hauptstadt, entfernt.

## Demografie
Im Jahr 1991 schätzte die nationale Volkszählung die Distriktpopulation auf 98.200 Einwohner. Die Volkszählung von 2002 schätzte die Bevölkerung auf 108.900 Einwohner, mit einer geschätzten jährlichen Bevölkerungswachstumsrate von 4,3 Prozent. Im Jahr 2014 wurde die Bevölkerung auf 148.200 Einwohner geschätzt.

## Wirtschaft
Es wird geschätzt, dass 80 Prozent der Arbeitskräfte des Bezirks in der Landwirtschaft tätig sind.

## Verwaltung und Geschichte
Der Distrikt wurde 1991 gegründet. Es ist überwiegend ein ländlicher Distrikt und wird durch eine Hauptautobahn durchquert, die Kampala mit Hoima, dem Zentrum von Ugandas petrochemischer Industrie, verbindet. Im Jahr 2010 wurde der Distrikt in zwei Teile geteilt und der westliche Teil wurde als separater Distrikt Kyankwanzi eingerichtet.